# Amphoralis
Amphoralis est un grand site de production de poterie à Sallèles-d'Aude près de Narbonne dans l'Aude, région Occitanie (Languedoc-Roussillon), France. Il a fonctionné du Ier au IIIe siècle (période du Haut-Empire romain), suivant essentiellement le modèle romain. Sa plus immédiate caractéristique est la production en masse d'amphores à vin à partir du milieu du Ier siècle.
Fouillé à partir de 1976 pendant près d'un quart de siècle sous la direction de Fanette Laubenheimer, archéologue au CNRS, il a été entièrement préservé. Amphoralis, à la fois site archéologique, musée construit au-dessus des zones fouillées et reconstitutions de bâtiments et de fours antiques y a ouvert ses portes en décembre 1992.

## Présentation

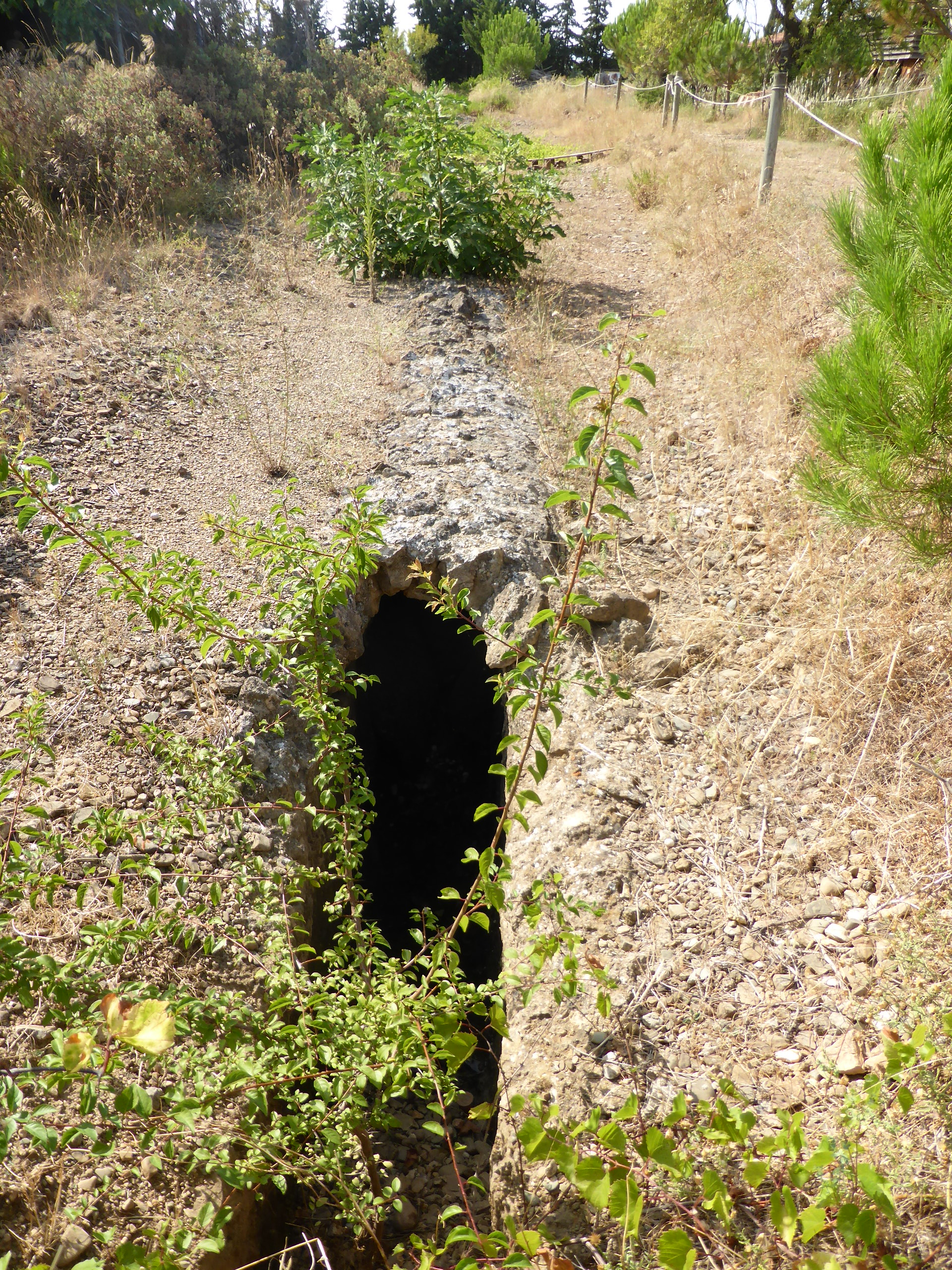
Vestiges de l'aqueduc (II)

Ce très grand atelier de poterie se trouvait à environ 12 km au nord-ouest de Narbonne et 2 km au nord-ouest de Sallèles-d'Aude. Il bénéficiait ainsi non seulement de la proximité de deux grandes voies de circulation terrestres, la voie Domitienne (Italie-Espagne) et la voie d'Aquitaine (Narbonne-Bordeaux) ; mais aussi d'un débouché maritime pour les exportations.
Le site a fonctionné du Ier au IIIe siècle, commençant peu après le début du Haut-Empire romain. Il couvre environ 3 ha ; il inclut des carrières d'argile présentes dès le début, et un quartier d'habitations.
Un aqueduc datant du IIe siècle traverse le site, amenant de l'eau potable probablement jusqu'à Narbonne. Mais les potiers n'ont pas accès à son eau. Ils utilisent des puits.

## Les fouilles
De longue date au lieu-dit Clots de Raynaud, de nombreux tessons remontent en surface du sol. En 1968, un labour profond ramène une quantité particulièrement importante de fragments de céramiques diverses : tuiles, briques, amphores et autres. Paulette Bouisset (viticultrice,) et Guy Rancoule, archéologues amateurs, publient la présence d'un atelier de poterie dans le bulletin de la Commission archéologique de Narbonne.
Les fouilles commencent en 1976, sur un terrain alors couvert de vignes. Elles débutent donc par une cartographie des objets trouvés en surface et des prospections magnétiques. Ces deux approches combinées permettent de déterminer grosso modo les emplacements des principaux éléments du site et donc les endroits où il faut fouiller. La commune, avec à sa tête le maire Claude Maraval, prend l'heureuse décision de racheter, parcelle après parcelle, les espaces visés pour les mettre à la disposition des chercheurs. À la suite du conseil municipal, le conseil cantonal puis départemental et enfin régional du Languedoc-Roussillon reconnaissent la valeur de ce patrimoine qui raconte l'histoire de leurs vignobles. Une association dynamique se crée, l'« Association des fouilles Archéologiques de Sallèles-d'Aude », qui elle aussi soutient très efficacement cette recherche : elle contribue puissamment à l'intégration par la population locale de cette mémoire du passé, prend en charge l'organisation du colloque de 1996 à Sallèles et aide au financement de la publication des retranscriptions des discussions de ce colloque.
Les chercheurs se préoccupent également à la perception de leurs travaux par le public local. En 1994, un peu plus de deux ans après l'ouverture du musée, ils suivent attentivement le travail du cinéaste Jean-Pierre Thorn qui enquête et monte un film sur la perception de leurs travaux auprès de la population de la commune,. Ils se penchent aussi sur l'expérience du viticulteur Hervé Durand, qui a reconstitué dans son domaine du Mas des Tourelles (Beaucaire, Gard) une cave à la romaine et s'appuie sur des textes anciens et des données archéologiques pour y fabriquer des vins « à l'antique »,.
L'équipe de chercheurs inclut, au fil des étés de fouilles, des étudiants de nombreux pays et de nombreux collaborateurs scientifiques. Les recherches sont d'abord tournées toutes entières vers l'aspect atelier/production du site ; ce n’est qu'en 1985 que la première tombe est découverte, celle d'un très jeune enfant. Puis l'année suivante huit autres tombes du même type sont repérées. Fanette Laubenheimer fait alors appel à Henri Duday, chercheur au CNRS, spécialiste de la fouille des sépultures pour les étudier. Quatre autres tombes sont découvertes en 1987.
En 1995 commence une analyse architecturale des fours et des bâtiments. Il s'agit d'analyser les procédés de construction et leur évolution, visant à proposer une reconstitution des structures en 3 dimensions.
Les fouilles (mais non le travail d'analyse des résultats) se terminent en 1997.

Résultats de fouilles exposés sous l'abri du musée Amphoralis
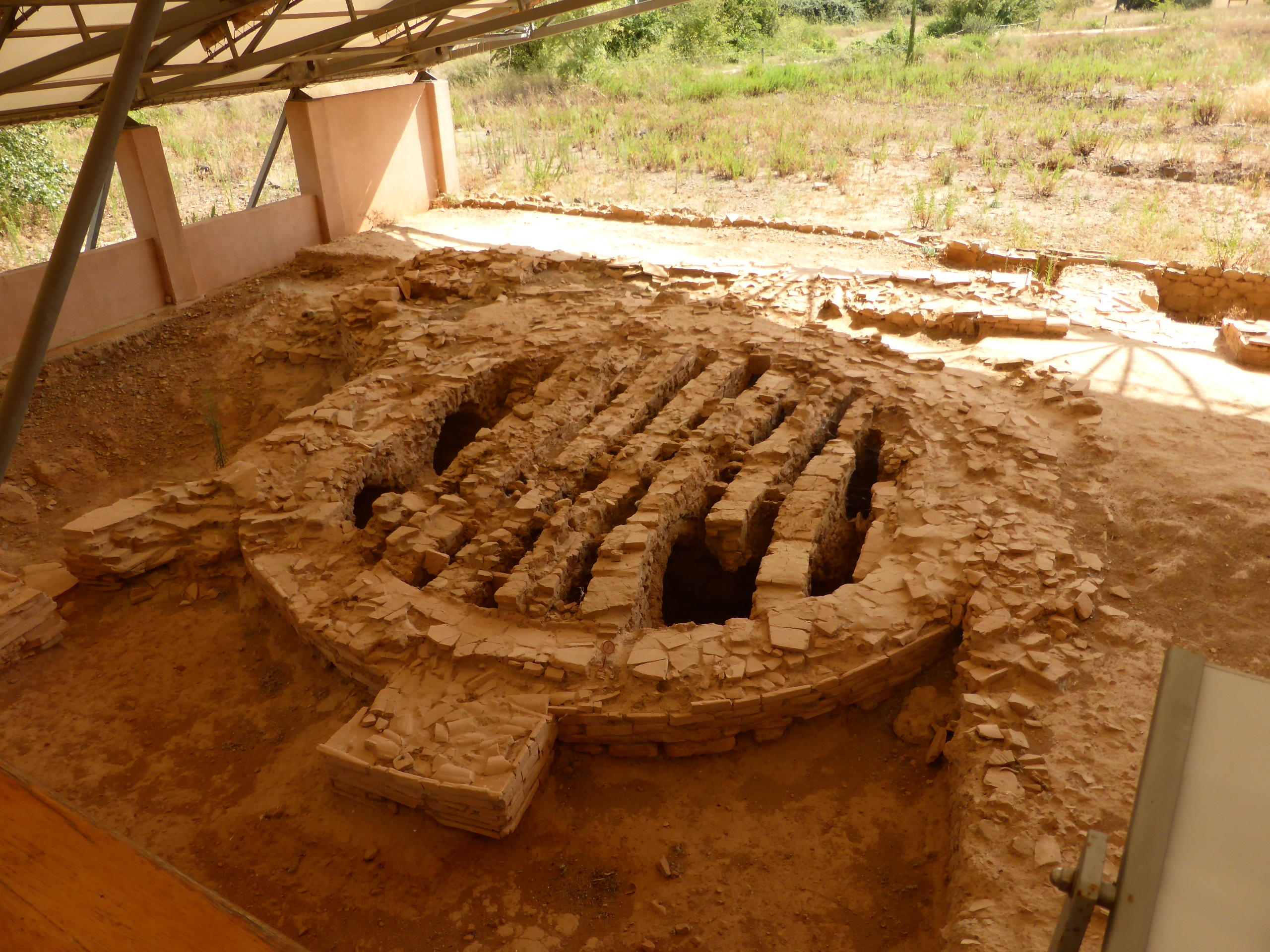
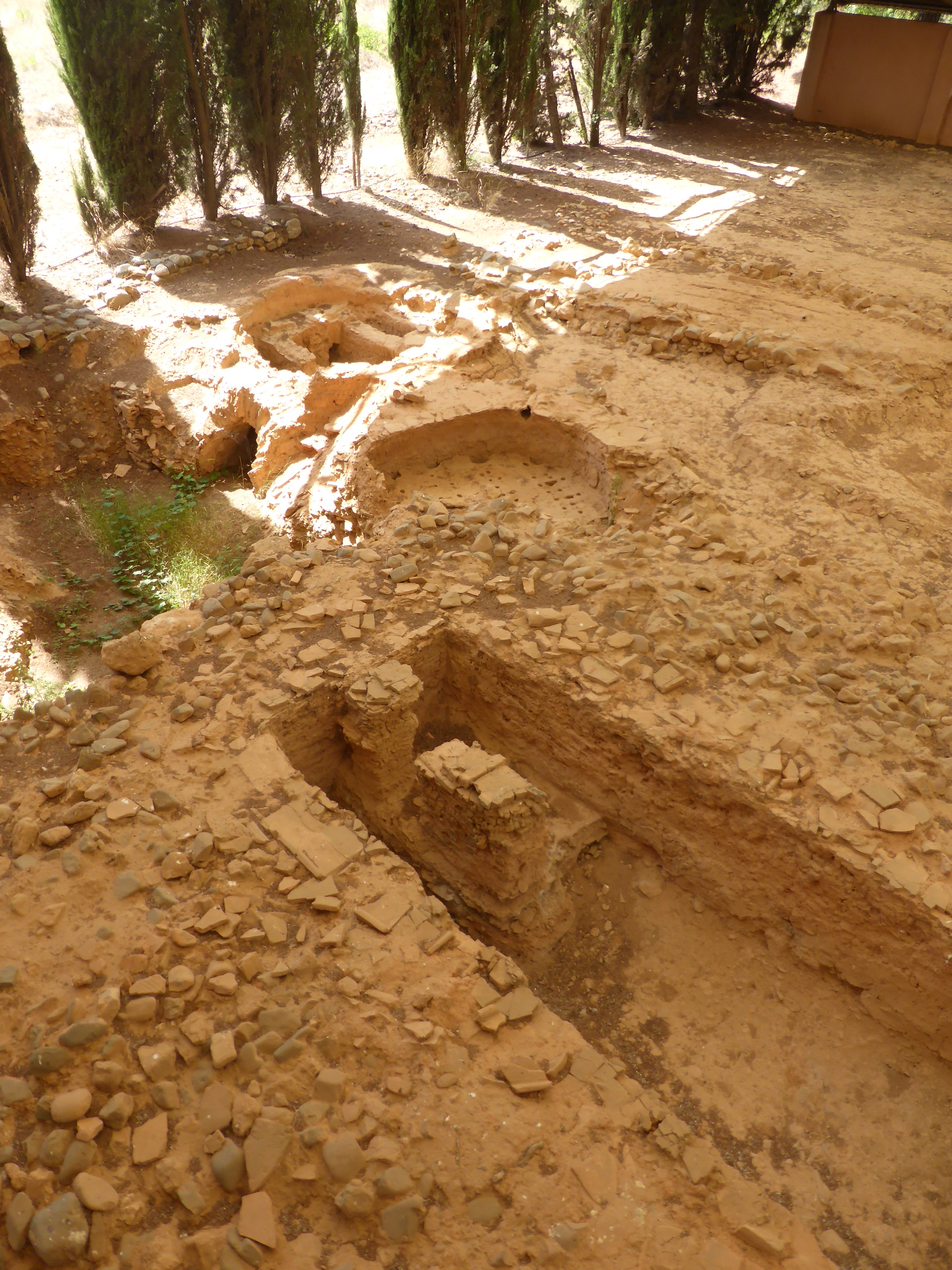

## Quartier d'habitations

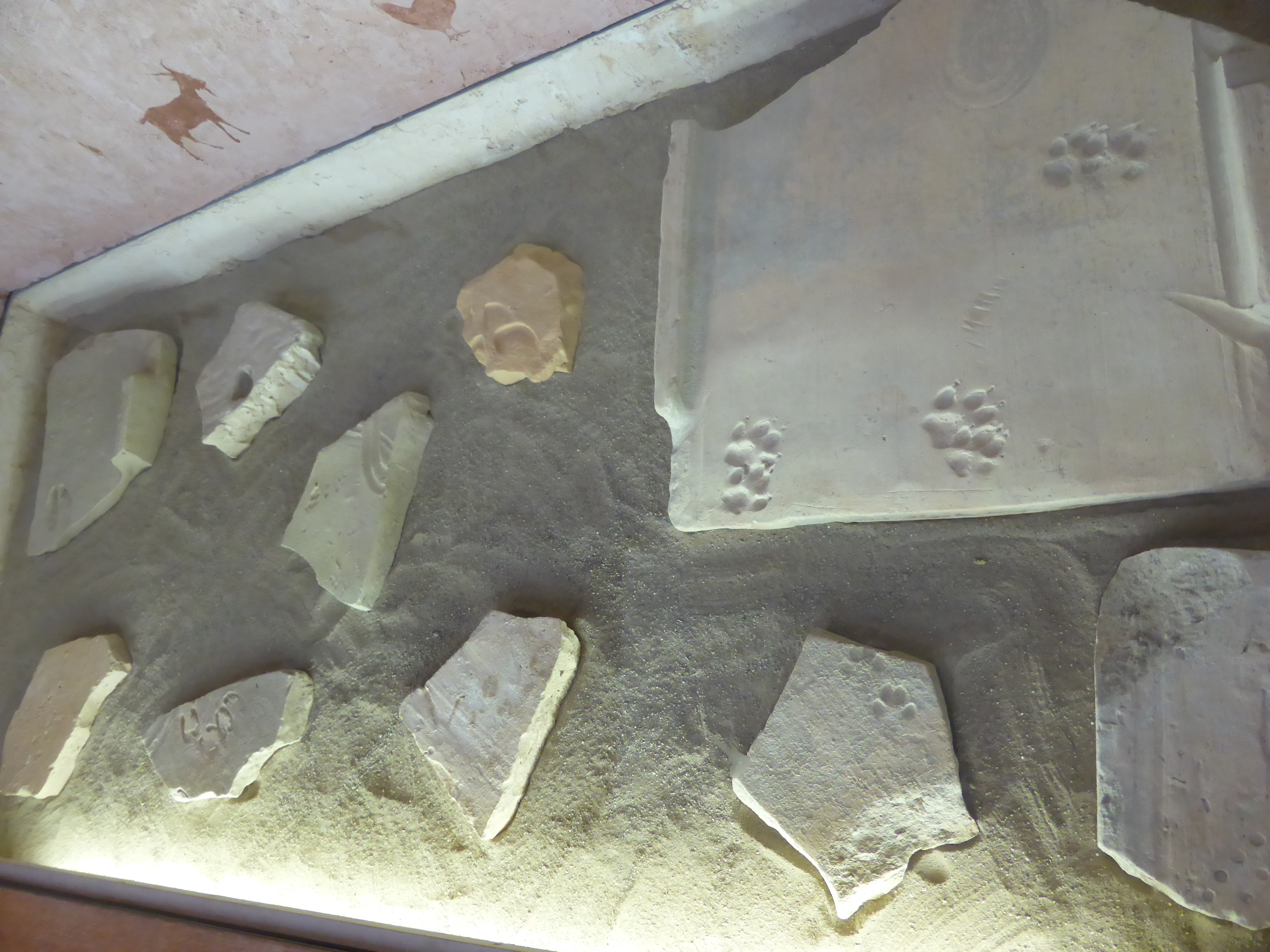
Traces de pattes d'animaux (chèvre, chien, sanglier…).

L'habitat des artisans et de leurs familles se trouve dans la partie nord-ouest du site. On a retrouvé deux séries de maisons juxtaposées,, installées de part et d'autre d'une rue. En surface il est marqué par une importante concentration de céramiques sigillées (vaisselle de table non locale), de restes d'amphores importées qui ont pu contenir de l'huile, du poisson ou du vin, des fragments de dolia, et d'enduits peints.

### Tombes
Logiquement, les tombes devraient être présentées à la suite de l'étude du site de production car c'est là qu'elles ont été trouvées. Mais elles n'existeraient pas sans les habitations, aussi les présentons-nous dans cette section.
Ce sont toutes des tombes de très jeunes enfants, âgés au plus de 6 à 9 mois. La première est découverte en 1985. Elle est d'une facture si inhabituelle qu'elle laisse penser qu'elle est unique : c'est un coffrage de tuiles placé le long du mur sud du bâtiment no III construit pendant la phase 2 du site, des années 20 à 30 ap. J.-C..
Mais l'année suivante, huit autres tombes du même type sont repérées. Le chantier de fouilles est mis en suspens, une équipe d'anthropologie est appelée sur le site. 1987 voit la découverte de quatre autres tombes : treize au total, plus deux sépultures détruites avant le début des fouilles par des labours profonds. Ils sont enterrés dans une pièce destinée au tournage et à la cuisson des céramiques, pendant la période d'utilisation artisanale et après l’abandon de cette pièce. La première tombe découverte, celle de l’enfant de 6 à 9 mois, est la seule pourvue d'un dépôt et la seule dans un coffrage de tuiles. Les autres tombes sont en pleine terre, certains protégés par un tegula.

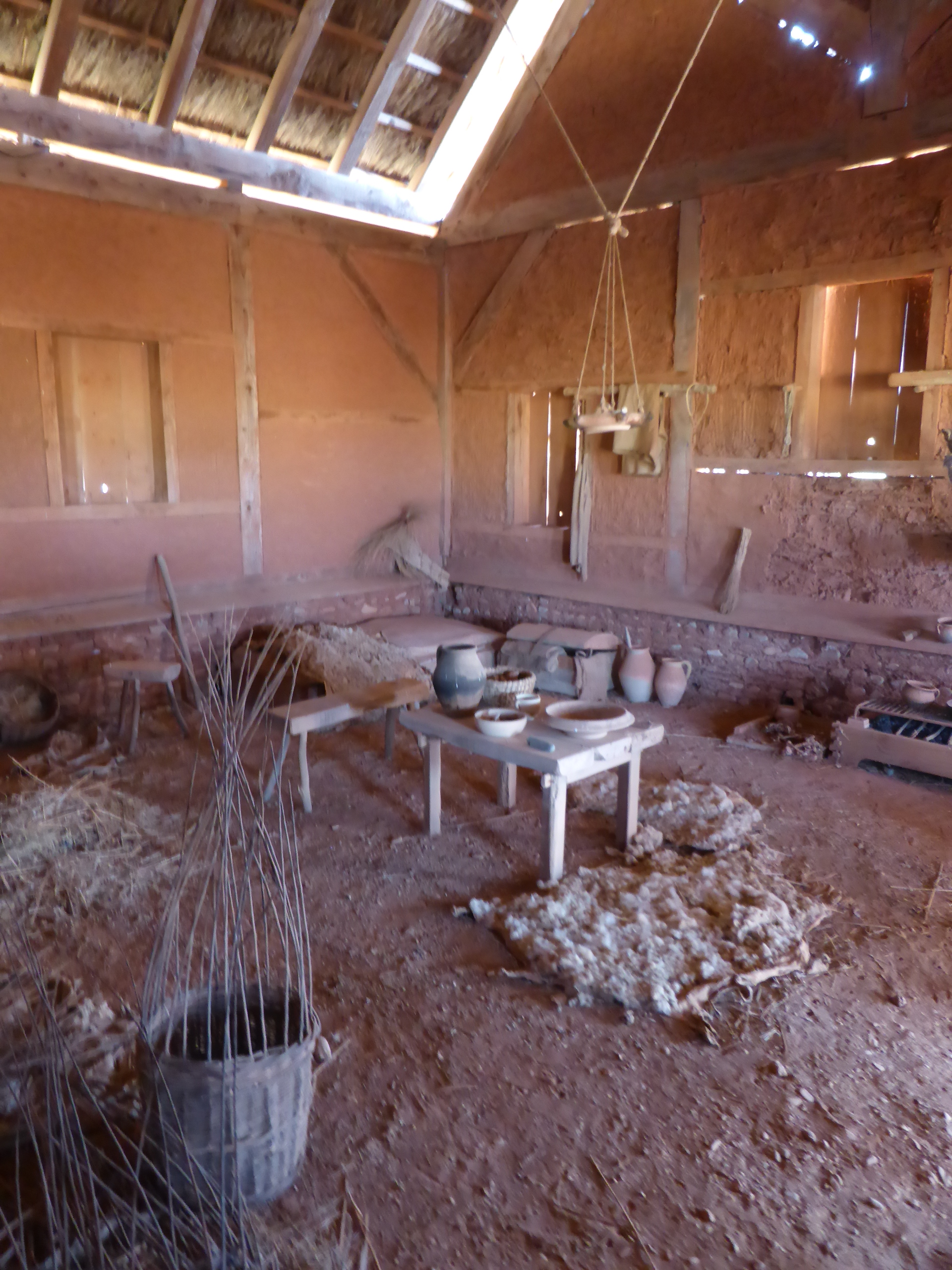
Habitation reconstituée
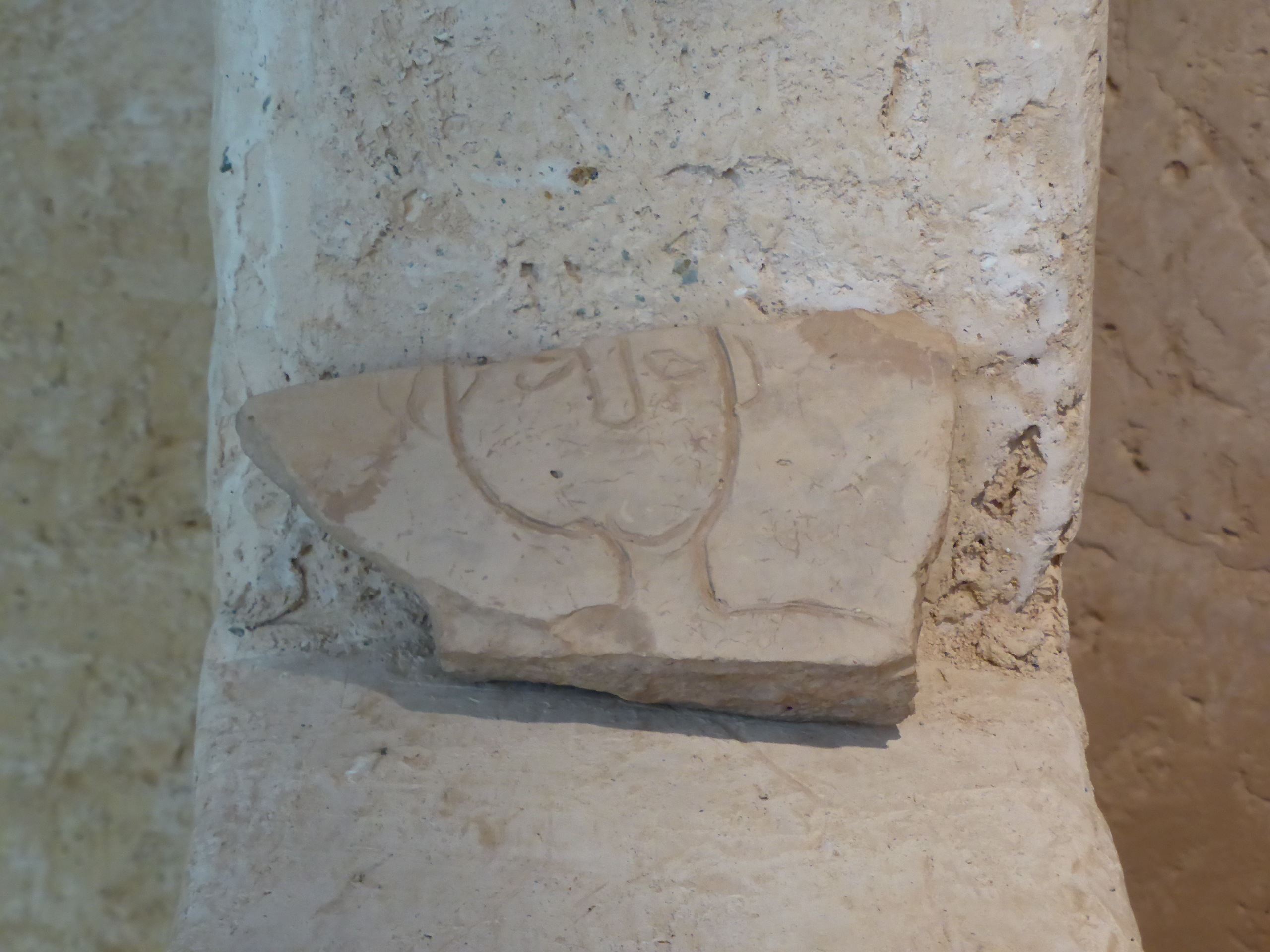
Dessins d'enfants sur tessons antiques

## Le site de production
Il y a bien eu 17 fours à Sallèles mais jamais en même temps, contrairement à ce que laissent supposer de nombreux sites en ligne. La période qui a connu le plus grand nombre de fours n'a duré qu'une dizaine d'années, entre 30 et 40 de notre ère, et il y avait alors seulement six fours - dont, il est vrai, deux énormes fours de 124 m3 de capacité de cuisson chacun.

### Description des fours

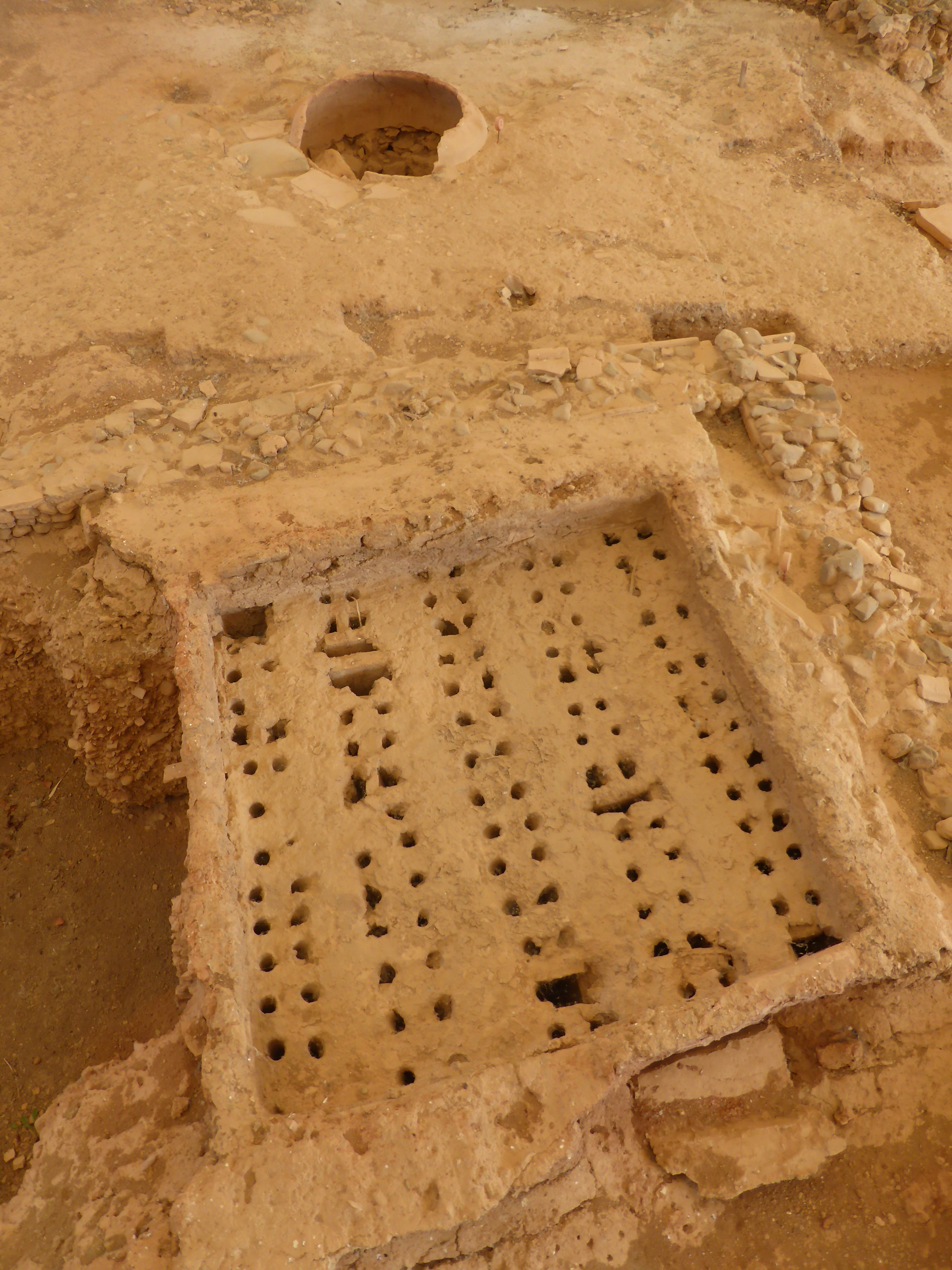
Sole du four no 4 (phase 1B), ouverture de l'alandier à gauche.

Les fours de Sallèles présentent certains caractéristiques constantes.
Ils sont de type « à flamme nue » ou « à tirage vertical ». Leurs foyers sont composés d'un alandier prolongé par une chambre de chauffe : le feu est démarré à l'entrée de l'alandier (on dit la « gueule du four »), puis les braises poussées dans la chambre de chauffe. Les fours de Sallèles ont des chambres de chauffe sensiblement plus larges que leurs alandiers.
Au-dessus du foyer se trouve la sole, c'est-à-dire une surface plane, supportée par des arcs transversaux au foyer (ils l'enjambent dans sa largeur), disposés à intervalles réguliers dans la longueur. Ainsi la chaleur reste homogène et s'élève verticalement. Les arcs des fours de Sallèles sont espacés d'environ 20 cm ; ils sont construits avec des carreaux biseautés d'environ 35 cm de hauteur pour 25 cm de largeur.
La sole forme la base de la chambre dite « laboratoire », qui contient les pièces à cuire et dont la partie haute est munie soit d'une cheminée soit d'ouvertures percées (voir photo du four à double alandier dans l'infobox en haut de la page), l'un ou l'autre modèle pouvant être ouvert ou fermé à volonté pour évacuer les excès de chaleur. Outre ces éléments de ventilation, la chaleur dans le laboratoire peut aussi être modulée par la position des braises dans la chambre de chauffe, qui peuvent être déplacées, réduites ou augmentées en quantité. À Sallèles, la plus grande dimension de la sole correspond aux 2/3 de la longueur du foyer ; quand la sole est rectangulaire ou carrée, elle est deux fois plus large que la chambre de chauffe.
La hauteur du laboratoire correspond à la plus grande dimension de la sole.
Les fours sont placés de préférence avec leur dos au vent dominant pour un tirage le plus régulier possible.

### Évolution du site de production
Cinq phases d'évolution s'y distinguent :
Phase 1A, de -10 à 10 ap. J.-C.
Cette première phase est mal connue. Un tour de potier, reconnu par son empreinte en creux, voisine avec un bassin rectangulaire de stockage d'argile creusé à même le sol sur 3,9 × 2,5 m, estimé à 60 cm de profondeur et bordé de tuiles plates (tegulae). Côté sud, un mur indique l'emplacement d'un bâtiment (no I) abritant le four no 1, probablement de petite taille comme les fours de la première génération et de forme inconnue car il a été détruit pour construire successivement à son emplacement les fours no 2 (phase 2) puis no 3 (phase 4A).

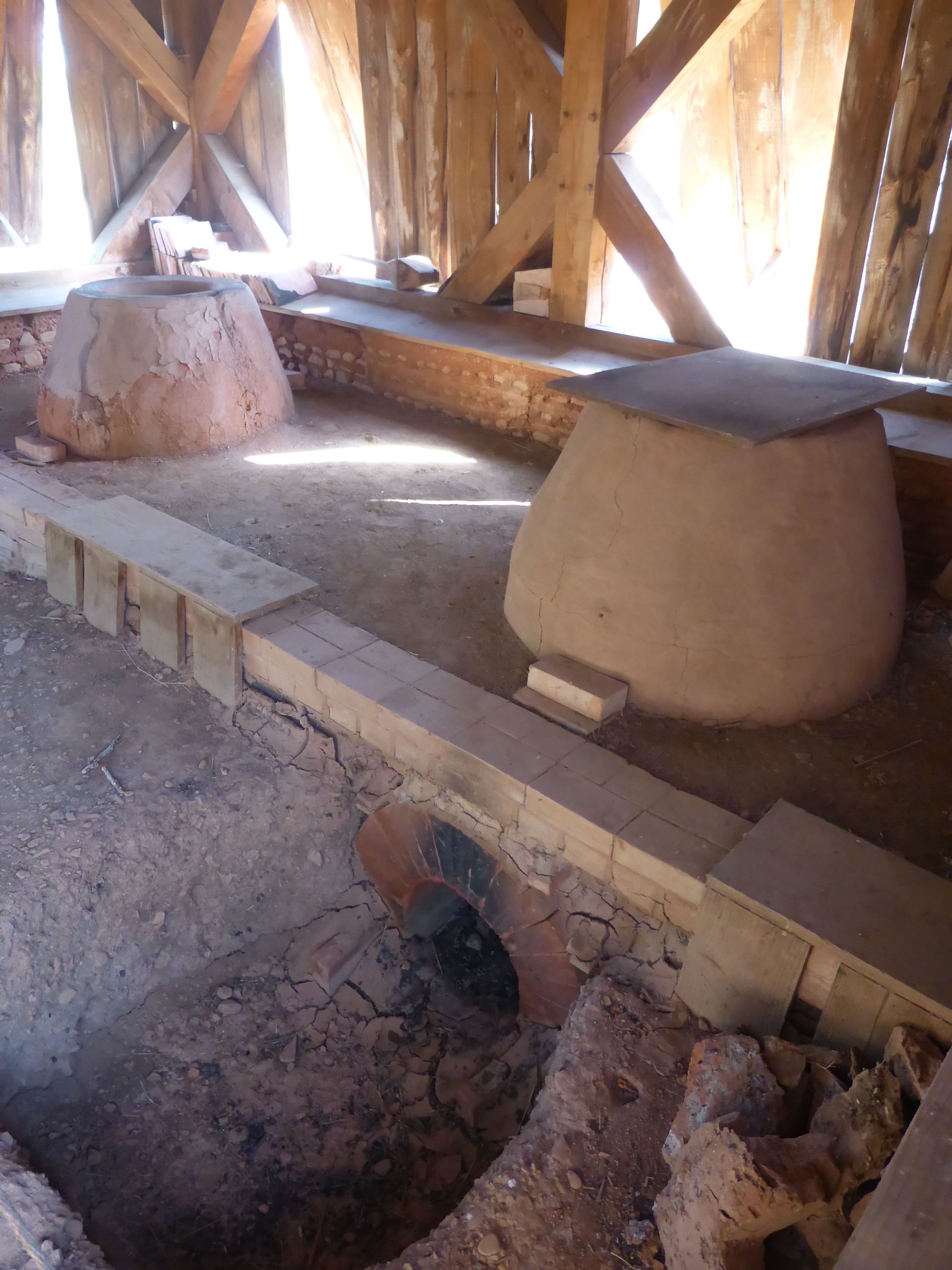
Deux fours reconstitués,musée Amphoralis.

Phase 1B, de 10 ap. J.-C. à 20 ap. J.-C.
Le premier tour de potier et son bassin sont abandonnés et comblés, le bassin est recouvert par le mur N-E d'un nouveau bâtiment (no II) de 8,40 × 5,5 m, de construction grossière, avec une base en galets, abritant dans un angle un four no 4 avec une sole en adobe de 2 × 2 m, d'un volume de plus ou moins 8 m3. Le sol à l'intérieur du bâtiment est en terre battue ; à l'extérieur le sol de circulation de la phase précédente est encore utilisé. Le four no 1 est probablement encore en activité, et au début des années 2000 on n'a pas encore retrouvé pour cette phase l'emplacement d'un bac de stockage d'argile ni d'un tour.
Pour cette période on a donc deux fours fonctionnant conjointement, les nos 1 et 4, avec un volume total des laboratoires limité à 8 m3.
Phase 2, de 20 à 30 ap. J.-C.
Le four no 1 est remplacé par le four no 2, premier grand four du site avec un laboratoire d'environ 70 m3 et dont l'alandier et le foyer sont recouverts de dalles de tuiles. Côté ouest est construit un grand bâtiment (no III) de 22,5 × 14,5 m au sol en terre battue ; une petite pièce au N-E y aurait été réservée au tournage, l'autre partie inclut un four no 6 à sole circulaire de 260 m de diamètre, lui aussi avec alandier unique, d'un volume d'environ 14 m3. Contre le mur sud de ce bâtiment se trouve la sépulture d'un très jeune enfant datant de cette période.
Cette période voit aussi la construction d'un autre bâtiment (no VIII) mitoyen au bâtiment no III, plus étroit mais au moins aussi long, avec ses murs ouest et sud en galets et en pierres, qui contient deux fours nos 10 (circulaire) et 11 (en forme de fer à cheval). Pendant cette phase, les fours existants (nos 4, 6, 10 et 11) sont de petite taille sauf le four no 2, plus grand. Il semble y avoir quatre bassins de stockage d'argile, creusés jusqu'à la roche et bordés de tuiles placées verticalement ; il y a aussi un dépôt d'argile important sur le côté sud du bâtiment no VIII.
Cette période a donc cinq fours fonctionnant conjointement, les nos 2, 4, 6, 10 et 11, donnant un volume total des laboratoires d'environ 112 m3.
Phase 3A, d'environ 30 à 40 ap. J.-C.
Période de grand développement, avec la construction d'un grand bâtiment (no IX) de 24 × 33 m avec des murs à contreforts et une base en pierre. Il abrite en son centre deux très grands fours jumeaux nouveaux (nos 12 et 13) à doubles alandiers et soles circulaires, chacun d'un volume de 124 m3, avec galerie périphérique en U pour l'enfournement et le défournement des pièces. Ce sont les plus grands fours du site.
Les fours nos 2, 4, 6 et 11 sont toujours en fonctionnement ; le four no 10 est abandonné vers les années 1930.
Cette période voit donc six fours fonctionnant conjointement, les nos 2, 4, 6, 11, 12 et 13, donnant un volume total des laboratoires d'environ 346 m3.

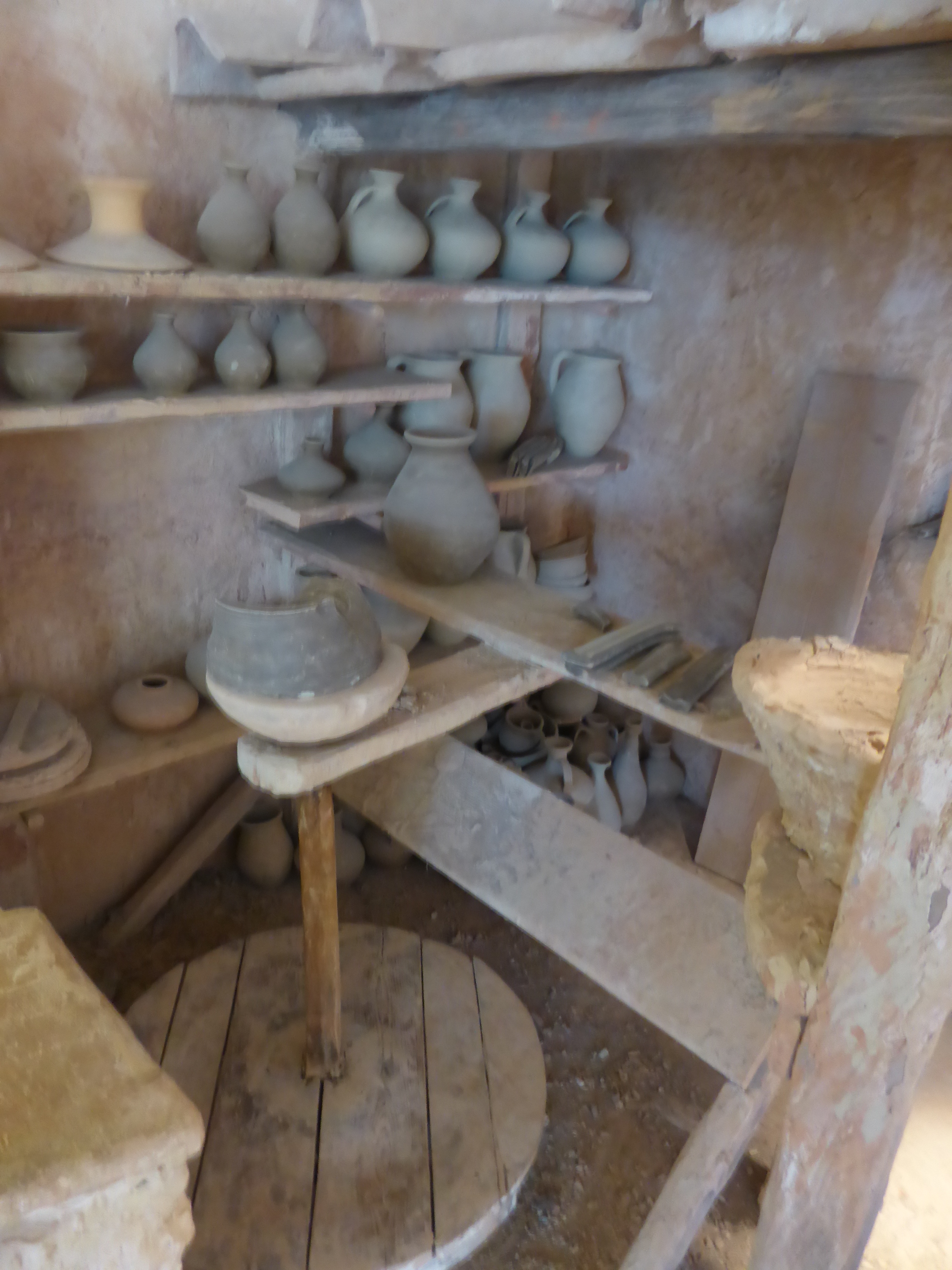
Tour à poterie,musée Amphoralis.

Phase 3B, d'environ 40 à 50/60 ap. J.-C.
C'est une phase de réaménagements. Le bâtiment no III ne fait plus de cuisson, le four no 6 est comblé et le sol rehaussé. La pièce au nord a 12 sépultures d'enfants en bas âge mais est probablement encore utilisée pour le tournage et/ou le séchage. Un mur est construit entre les bâtiments nos II et III, avec création d'une pièce couverte au sol rehaussé. Un espace couvert similaire est créé au nord du bâtiment no II et un auvent contre le mur Est. Au sud de ce même bâtiment un puits est creusé, affleurant avec le sol rehaussé ; il est abandonné à la fin de cette phase.
Cette période a au total cinq fours fonctionnant conjointement, les nos 2, 4, 11, 12 et 13, donnant un volume total des laboratoires d'environ 332 m3.
Phase 4A, d'environ 50/60 à 70/100 ap. J.-C.
Fonctionnement nouveau de l'atelier, avec l'apparition de très grands fours et une transformation et abandon partiel du site originel. Les fours nos 11 et 4, derniers des petits fours, disparaissent ; les bassins d'argile à l'extérieur sont comblés ainsi que le puits. Dans le bâtiment no I, le four no 2 est remplacé par le four no 3, à double alandier et une capacité de 71,5 m3, abrité par une toiture sur piliers. Une très grande galerie de tournage (espace no X) de plus de 100 m de long avec plusieurs bassins de stockage et des tours alignés le long des murs, est construite entre les bâtiments nos I et IX.
Cette période a au total trois fours fonctionnant conjointement, les nos 3, 12 et 13, avec un volume total des laboratoires d'environ 319,5 m3.
Phase 4B, d'environ 70/100 à 150/200 ap. J.C.
La galerie X est modifiée, avec un tour de potier remplaçant un bassin de stockage et peut-être d'autres tours installés. Noter la création d'un rare bassin de foulage circulaire (diamètre 4,5 m) dallé de galets et bordé de tuiles, probablement alimenté en eau par une toiture de bâtiment voisin. Le grand four no 12 du bâtiment no IX est abandonné et l'accès à ses alandiers est barré par un four no 15 plus petit (37 m3), actif jusque vers le milieu du IIe siècle. Dans le même bâtiment un autre four (no 9) à sole rectangulaire est construit, actif jusqu'à la fin du Ier siècle.
Cette période a au total quatre fours fonctionnant conjointement, les nos 3, 9, 13 et 15, avec un volume total des laboratoires d'environ 240,5 m3.
Phase 5, de 150/200 à environ 300 ap. J.C.

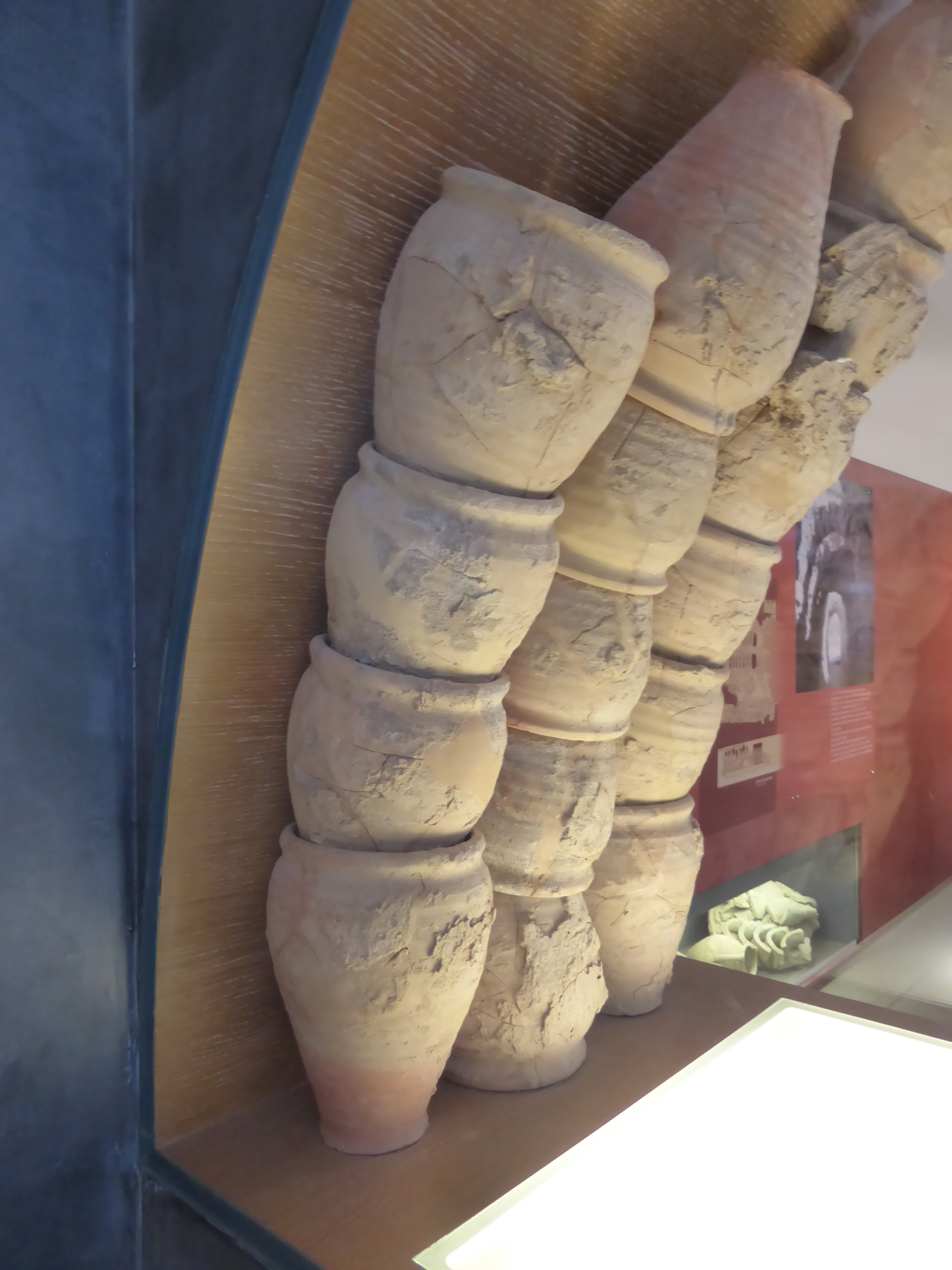
Pots constituant un mur de four

Les trois fours de la branche ouest de la grande galerie sont abandonnés, un petit four (no 17, diamètre environ 1,30 m) les remplace quelque temps après. Dans l'est de la galerie X est construit un bâtiment no VII avec dans un coin un four (no 8) à sole rectangulaire d'environ 20 m3. Le grand four no 13 du bâtiment IX est abandonné ; dans sa fosse d'accès est construit un four (no 14) de 30 m3 à sole rectangulaire et alandier unique ; il empiète sur la galerie périphérique et la modifie.
Le bâtiment no III est détruit. Début IIIe siècle un bâtiment no VI est construit, de 17 × 17 m, avec des murs à contreforts, placé en partie sur l’ancien bâtiment no III, et en partie sur l'ancien bâtiment no VIII détruit depuis longtemps. Au centre de ce bâtiment no VI est construit un grand four (no 7) de 75 m3, à sole rectangulaire et alandier unique ; il sera plusieurs fois modifié. Un autre four (no 16) est construit contre le parement de la façade ouest ; très petit, son volume n'est que de 1 m3 environ.
Cette période a au total cinq fours fonctionnant conjointement, les nos 7, 8, 14, 16 et 17, avec un volume total des laboratoires d'environ 127,3 m3.
Le site est abandonné au début du IVe siècle.

## La production
Les modèles de la Tène finale sont oubliés : il s'agit maintenant de répondre aux besoins de la province romanisée. Le site est donc profondément marqué par l'empreinte romaine, autant dans l'évolution du site que dans celle des modèles de fours et dans les types de poteries. Seules les maisons gardent le sceau gaulois traditionnel.
Dans les phases 1 à 3, le site produit principalement des céramiques communes, des lampes (à huile), et des matériaux de construction, principalement des tuiles. On y trouve des céramiques campaniennes, arrétines, gauloises… La période finale voit des céramiques sigillées, claires et africaines ; et un seul fragment de DSP,. Mais surtout, à partir du milieu du Ier siècle, apparaît la production massive d'amphores de type « Gauloise 4 ».

### Les tuiles de Sallèles
L'atelier de Sallèles a produit des tuiles tout au long de son existence. Les dimensions des tuiles du Ier siècle trouvées sur place (pavage des bassins 46 et 21 032) sont en moyenne de 60 × 44,6 cm (soit 2 × 1,5 pieds romains), pesant environ 16 kg cuites (21 kg d'argile non cuite). Pendant le IIe siècle ou plus tard, les tuiles - toujours sur place (bassin 18 003) - sont passées à 53 × 41,3 cm pour un poids de 10 kg cuit ; ces nouvelles dimensions ne correspondent plus à une division simple du pied romain (proportions 1,8 × 1,4 pied).
Un artisan pouvait en fabriquer environ 220 par jour. Pour la cuisson, les tuiles étaient généralement placées verticalement par petits paquets. En paquets de 7, celles de Sallèles formaient un cube - ce qui facilitait les empilements. Un four de taille moyenne comme le four no 4 de 8 m3 pouvait contenir 3 niveaux de 112 tuiles, soit 336 tuiles, cuisant en une fournée assez de tuiles pour couvrir 91 m2.
Vers le milieu du Ier siècle sont construits les deux plus grands fours du site, nos 12 et 13 de 124 m3 chacun : ils peuvent contenir 7 980 tuiles sur 10 niveaux (798 tuiles par niveau, soit assez de tuiles pour couvrir une surface de 1 756 m2). Le four no 3 de 70 m3 peut en contenir 4 256 réparties sur 8 niveaux (532 tuiles par niveau, donnant une surface de couverture de 836 m2. C'est peut-être à cette époque du Haut-Empire romain que les tuiles, qui auparavant étaient plus ou moins réservées aux sanctuaires, commencent à couvrir également les maisons. On voit aussi apparaître des plaques décoratives reproduisant des imageries romaines.

### Amphores

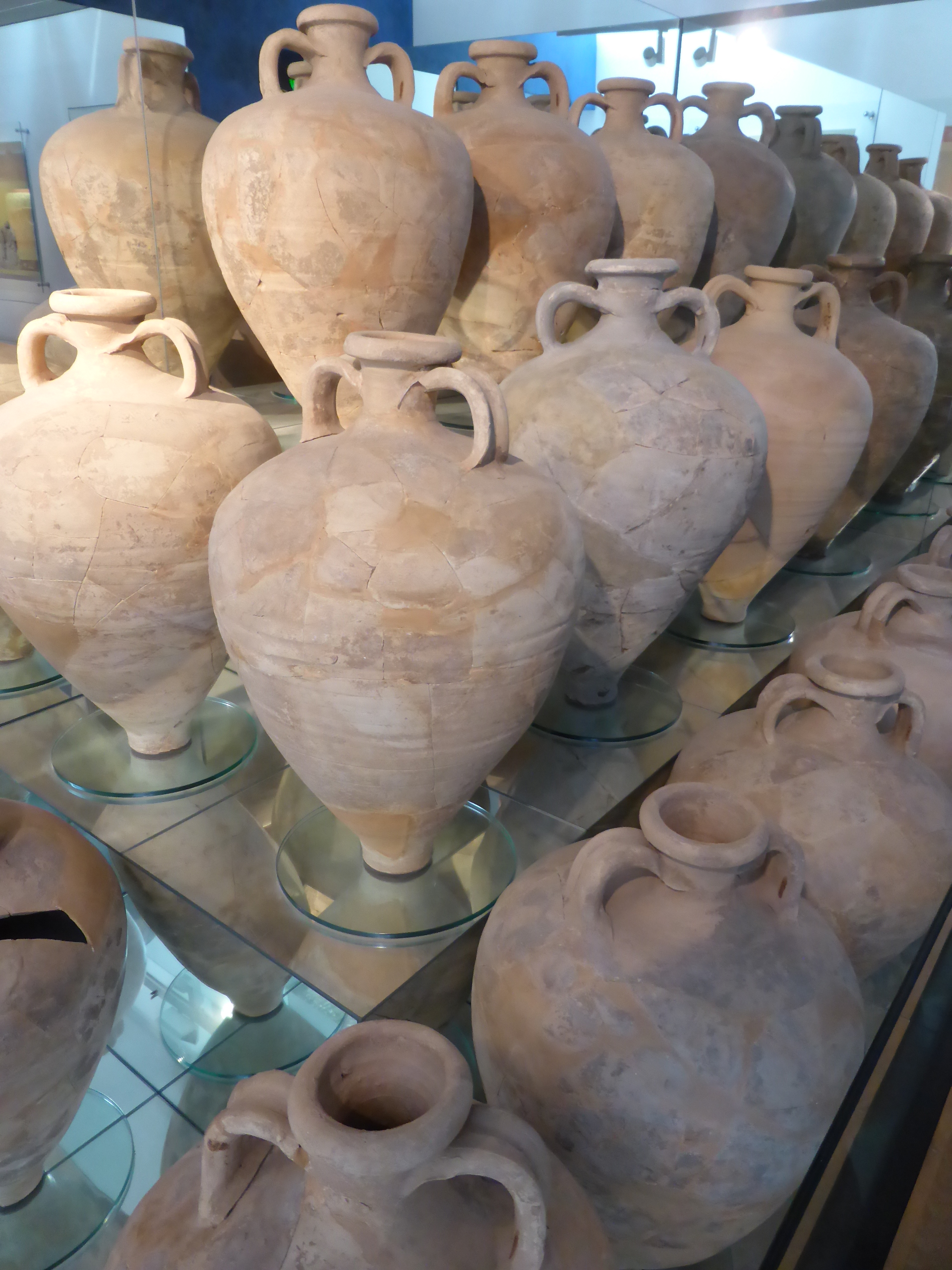
Amphores « Gauloise 4 » de Sallèles, musée Amphoralis

Pendant le siècle suivant la conquête de la Gaule, les vins italiens y sont massivement importés. Puis dans la dizaine d'années avant notre ère, l'agriculture gauloise évolue et son vignoble commence à s'implanter, notamment en Narbonnaise. Sa surface augmente considérablement et la production en arrive à s'attaquer au monopole de fait des vins italiens. Les premiers ateliers d'amphores apparaissent, à fin d'exportation. Dans un premier temps ils imitent les amphores italiennes ou espagnoles, à bout pointu. Puis ils créent de nouveaux modèles.
Amphores « Gauloise 4 »
La Gaule Narbonnaise à elle seule inclut au moins une centaine d'ateliers producteurs et probablement plus. Ces amphores dites « Gauloise 4 » sont imitées dans les trois Gaules mais jamais en grandes quantités. On les retrouve dans tout le monde romain et ailleurs : Grande-Bretagne[réf. nécessaire], Égypte (théâtre de Diana, Alexandrie ; fort romain d'Al Zarqa), Soudan (Méroë, tombe ptolémaïque des années 1980), jusque dans le sud de l'Inde.
L'atelier de Sallèles commence à produire les amphores à vin en telles quantités qu'il a inspiré le nom du musée attenant. C'est cette nouvelle production qui amène les potiers à construire des fours gigantesques pour l'époque. Elles portent d'abondantes empreintes de doigts mais ne sont pas timbrées.
Les dépotoirs du site ont fourni plusieurs tonnes de rebuts, ce qui a permis de reconstituer une quinzaine d'amphores complètes des IIe et IIIe siècles.
Une amphore Gauloise 4 nécessite une masse d'argile d'environ 15 kg. La panse est tournée en premier, puis le col qui est alors ajouté à la panse. La base de la panse est ensuite affinée au tournassin et le pied est façonné. Enfin viennent les anses, posées grossièrement avec des traces notables de soudures.
Amphores « Gauloise I »
Outre la quantité massive d'amphores de type « Gauloise 4 », quelques amphores de type « Gauloise I » sont fabriquées en petites quantités.

### Autres objets
Matériaux de construction
Les matériaux de construction incluent des vases pour voûtes, des briques d'évacuation, des éléments de canalisations ouvertes… et bien sûr les tuiles déjà mentionnées, qui avec les amphores forment le plus gros de la production.
Les briques sont diverses. On trouve briques crues, briques biseautées, briques rectangulaires, briques carrées, briques à encoche, briques circulaires, briquettes, carreaux et briques mammatées. Les tuyaux sont à section rectangulaire ou circulaire.
Plus de cent pesons correspondent à trois modules. L'un d'eux est timbré CEN.
Ustensiles de maison
Les lampes à huile, produites dès le Ier siècle, sont des copies de modèles italiens fabriquées par moulage ; on a retrouvé un moule et des lampes déformées à la cuisson.
La vaisselle commune en pâte calcaire présente une quarantaine de formes différentes, la plupart fermées. On trouve aussi des mortiers.

## Objets importés trouvés sur le site
Monnaies
Jusqu'en 2002, seulement 43 monnaies et un jeton ont été retrouvés. Il n'y a pas de monnaies postérieures au IIIe siècle.
Jeton, une spintria
Le jeton est une spintria, c'est-à-dire une tessère à motif érotique. Elle a été trouvée dans un terrain remanié par la cultivation du sol et la datation précise est aléatoire. Sous réserve d'inventaire, Alberto Campana propose la période de Tibère (années 14 à 37) ; d'autres auteurs donnent une période plus étendue, allant jusqu'à celle de Claude (années 41 à 54).
La tessère de Sallèles est en 2009 l'une des huit dont la provenance exacte est connue,. Bien d'autres existent, présentes essentiellement dans les musées ; le plus grand nombre se trouve en Italie mais aucune tessère n'a été trouvée à Pompéi ou Herculanum.
Ustensiles de maison
Le quartier d'habitations a livré de nombreuses pièces importées - voir la section « Quartier d'habitations ».

## L'emprise de l'atelier sur la forêt environnante
Trente-quatre taxons représentant trente essences de bois ont été retrouvés parmi les cendres provenant des fours. Les quelque 5 200 charbons analysés ont donné les résultats suivants :
- 97,5 % de feuillus à bois dense, dont cinq essences nettement dominantes formant 95 % du bois effectivement brûlé[37] :
  - chêne à feuilles caduques[n 8], très probablement du chêne pubescent (aussi appelé chêne blanc) ;
  - chêne vert et/ou chêne kermès - mais plus probablement le chêne vert, seul des deux à présenter un intérêt pour la coupe ;
  - filaire et/ou alaterne (Rhamnus alaternus). La filaire pourrait être la filaire à feuilles larges (Phillyrea latifolia) ou la filaire à feuilles étroites (Phillyrea angustifolia) ou un hybride des deux, les uns comme les autres difficilement discernables de l'alaterne ;
  - frêne, probablement le frêne oxyphylle ;
  - et orme champêtre.
- 0,8 % de feuillus à bois léger.
- 1,4 % de conifères (sapin).
- 0,4 % d'essences fournissant uniquement des rameaux (c'est-à-dire du charbon de buissons) ou des lianes.

Le sapin et le hêtre ont depuis disparu de la plaine du Languedoc, où leur présence à l'époque était déjà très limitée selon les analyses palynologiques et anthracologiques.
Cette diversité indique une exploitation directe des bois environnants plutôt que des achats de bois. L'apport de bois par flottage n’inclurait d'ailleurs pas de petit bois d'élagage. Il est probable que la proportion de bois légers ait été plus importante, car dans un feu mixte (bois léger mélangé à bois dur), les résidus du bois léger sont réduits en cendres par le bois dur qui brûle plus longtemps.
Les charbons ont aussi fourni quelques échantillons de fruitiers, amandier, noyer, olivier (22 morceaux) et vigne (2 morceaux) ; le tout provenant vraisemblablement de tailles d'arbres. S'y trouvent aussi quelques échantillons de peuplier, aulne glutineux, érable champêtre ou érable de Montpellier (ou un croisement des deux), tamaris, pistachier et pommier.
Les analyses des résidus des feux individualisées par four (dont on connaît assez bien les dates de mise en fonctionnement et de cessation d'activité) indiquent que le chêne pubescent est consumé massivement jusque dans les années 100/130, relayé ensuite par le chêne vert. Frêne et orme apparaissent aussi dans les débuts du site. La répartition des espèces suggère que les potiers sont arrivés sur un lieu couvert d'une forêt de chênes blancs, contenant aussi frênes et ormes, le tout formant futaie. Exploitée, la forêt se transforme vers une dominance des chênes verts (feuillage persistant), filaires et alaternes ; elle est alors travaillée en taillis, les nouveaux arbres naissant des souches des arbres coupés,.
Les potiers ont d'abord exploité la forêt en zone humide du côté de la Cesse au sud et à l'ouest ; ensuite ils se sont approvisionnés dans les collines au nord, plus sèches et propices au chêne vert. Ils n'ont pas dépassé un rayon de 1,3 km autour de l'atelier, malgré les grosses quantités de combustible nécessaire pour le chauffage des fours pendant plus de trois siècles. La désertification de la zone est arrivée plus tard, probablement due à la viticulture.

## Sites gallo-romains dans les environs
Cet atelier est loin d'être isolé. Au bord de la Cesse à moins de 1 km au sud-ouest, se trouvait un autre atelier de potiers (vers les ruines du moulin Emparé) ; et encore trois autres dont un à 1,5 km à l'ouest (vers l'actuel village de vacances), un en bordure nord de Cuxac-d'Aude, et un vers Rabettes (entre Pont des Gaves et Montel) près de la rive droite de la Nazourette. De plus l'habitat, pour rural qu'il était, était plutôt dense. Encore ne sont-ce là que les sites connus et rien ne dit qu'il n'y en avait pas d'autres,.

## Le présent

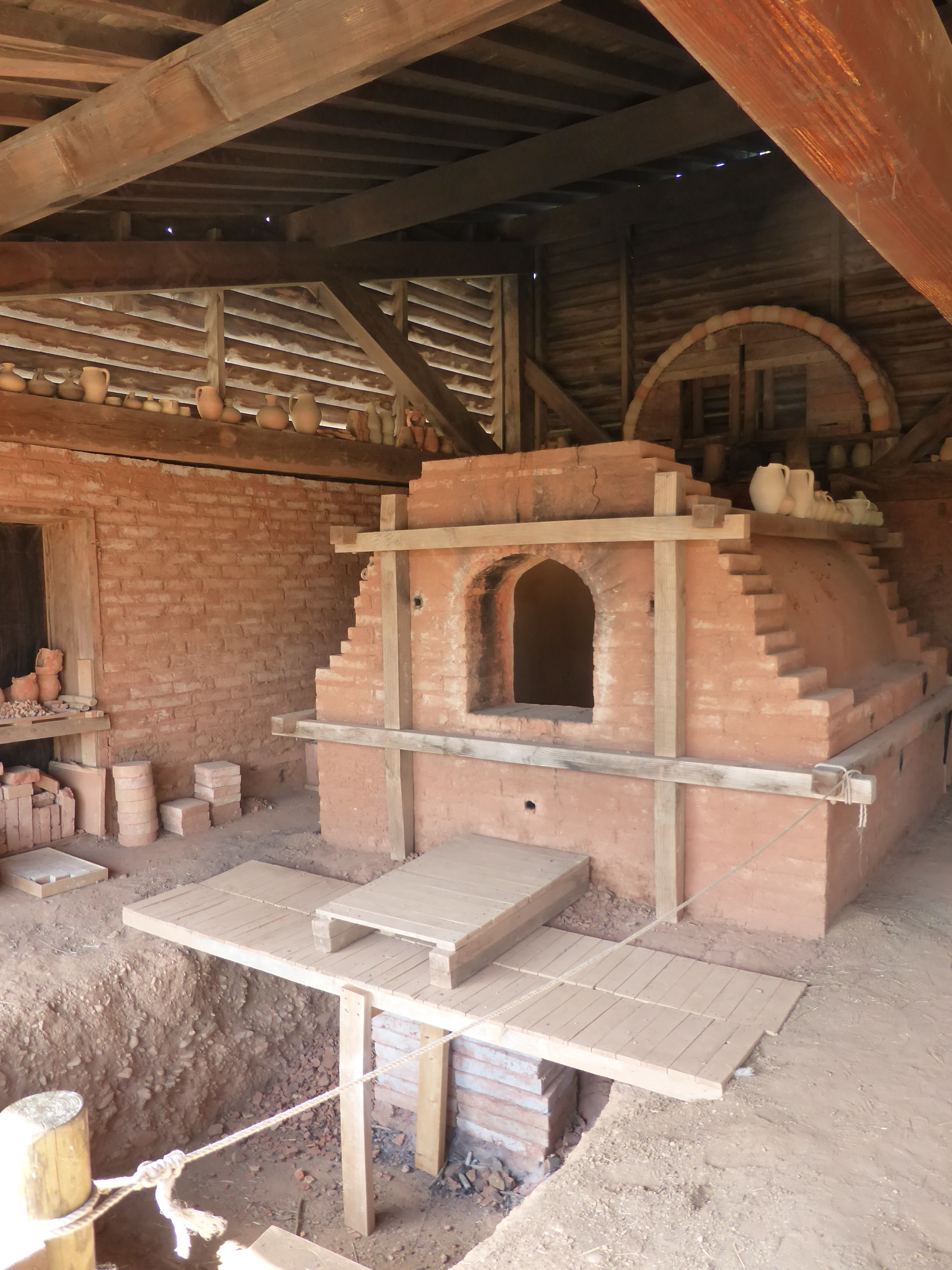
Four no 4 reconstitué

Les efforts de la commune de Sallèles et du canton de Ginestas ont permis de sauver l'ensemble du site.
Marc Azéma a filmé en 1999 une présentation de ce grand centre de poterie, et la construction à l'identique et l'essai d'un four à poterie.
Un des deux bâtiments d'habitations est reconstruit à partir de 2005.

### Amphoralis, le musée
Le musée Amphoralis a été conçu par Roland Castro et Jean-Pierre Gary et a ouvert ses portes en décembre 1992.
En plus de l’aspect purement archéologique, il est doté d'un parc de 6 ha dans lequel il met en œuvre des activités très diverses : archéologie expérimentale (association d'archéologues et de potiers recherchant les gestes du passé), travail sur l'environnement (le jardin des potiers avec des espèces de l'époque romaine, l'arboretum avec les essences d'arbres utilisées dans les fours), et de nombreux ateliers de découverte. Il participe à l'action européenne « Fruits et légumes ».
L'arboretum est divisé en quatre zones montrant les différents stades de régénérescence d'un bois : prairie, roncier, boisement humide, boisement sec. Il vise à reconstituer le couvert boisé en privilégiant les espèces endémiques de la région, devenues rares. Michel Perron d'Arc, qui a codirigé les fouilles aux côtés de Fanette Laubenheimer dans les années 1980-1990, est à l'origine des reconstitutions archéologiques (fours et bâtiments), des cuissons expérimentales, du jardin des potiers et de l'arboretum.
Le premier dimanche du mois est en portes ouvertes d'octobre à mai ; le 2e dimanche du mois propose des ateliers parents-enfants autour de la poterie, le dernier dimanche du mois propose une visite guidée. Par ailleurs des thématiques mensuelles viennent se greffer sur ces alternances hebdomadaires(mois du documentaire, etc.) et les rencontres d'archéologie annuelles fin septembre-mi octobre avec des ateliers divers (fabrication de lampes à huile, présentation du voyage de l'amphore…).
En 2021, Amphoralis a rejoint l'EPCC Narbo Via.

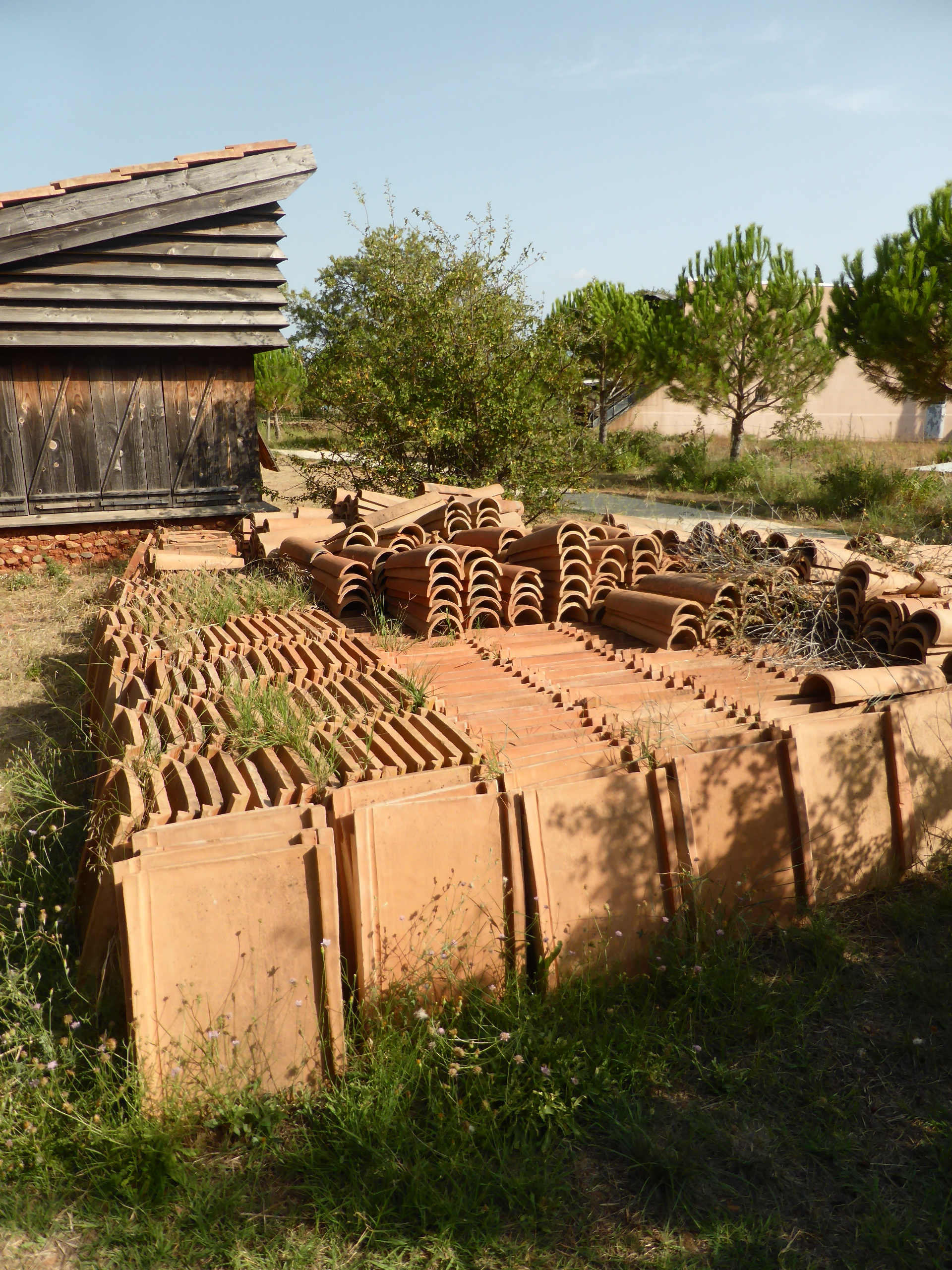
Tuiles fabriquées à l'atelier du musée
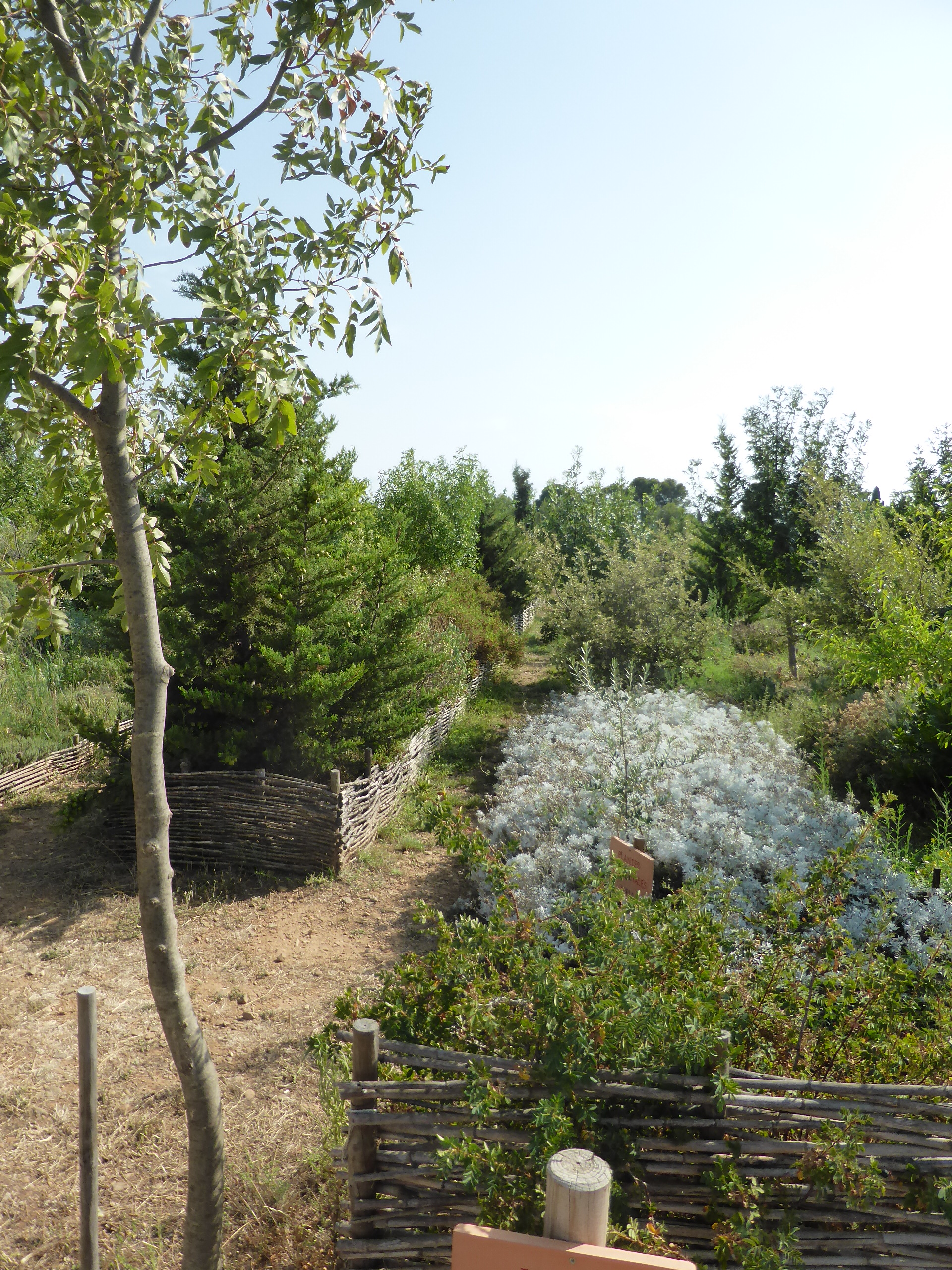
Le jardin